# Vittorio Emanuele Giuntella
Vittorio Emanuele Giuntella (Soriano nel Cimino, 8 luglio 1913 – Roma, 27 novembre 1996) è stato uno storico e militare italiano.
Così Giuntella narra l'esperienza della deportazione:
Quando fummo trasferiti in un altro lager, ormai i sovietici erano assai vicini; due o tre mesi dopo ci trasferirono, e mentre eravamo alla stazione di Varsavia sentimmo delle esplosioni molto forti; i polacchi - che sono terribilmente antisemiti - venivano a portare qualcosa da mangiare, e i tedeschi sparavano. La nostra salvezza negli ultimi giorni furono alcuni ufficiali francesi, che erano stati evacuati con noi; con gli italiani, infatti, avrebbero potuto fare quello che volevano (ed infatti arrivò l’ordine di farci fuori tutti quanti, come sapemmo dopo). Infine arrivammo a Bergen Belsen, dove due mesi prima era morta Anna Frank e dove si continuava a morire; incontrammo un piccolo gruppo di ebrei di Rodi, che si consideravano cittadini italiani. ...»

## Biografia
In gioventù fu «amico di Giuseppe Lazzati (poi rettore della Cattolica di Milano), anche lui (...) attivo nell’Azione cattolica, cresciuto intorno a monsignor Montini».
Dopo l'armistizio dell'8 settembre 1943, tenente degli Alpini, Giuntella fu preso prigioniero dai tedeschi e internato in lager della Polonia e della Germania (Sandbostel, Bergen-Belsen, Dęblin, Wietzendorf).
Giuntella ha speso tutto il resto della propria esistenza, oltre che nel lavoro, nella testimonianza della pagina nera della storia dell'umanità, da lui vissuta in prima persona. Storico, bibliotecario del Senato della Repubblica, docente di storia dell'età dell'Illuminismo all'università di Roma, Giuntella ha dedicato i suoi studi alla Repubblica Romana e a un'esauriente bibliografia del Risorgimento; fondamentali le riflessioni sulle fedi di fronte al totalitarismo; costantemente impegnato per i diritti umani, Giuntella è stato tra i più autorevoli rappresentanti dell'Opera nomadi.
Era padre del giornalista del TG1 Paolo Giuntella.

## Opere
I suoi studi si incentrano sul '700 e sulle vicende della Seconda guerra mondiale, della deportazione e della Resistenza. 
Fondamentale è il suo volume Il nazismo e i Lager, Studium, Roma 1979.
La sua opera dedicata all'Illuminismo include «Roma nel '700» e «La città dell'illuminismo. L'idea e il nuovo volto» (Roma, Edizioni Studium, 1982).
Ha anche scritto «La Religione amica della Democrazia. I cattolici democratici del Triennio rivoluzionario (1796-1799)», Roma, Studium, 1979.